# 嘉定区局域线示范线
嘉定区局域线示范线是上海市嘉定区正在建设中的一条快速公交

## 规划历史
嘉定的中运量局域线规划于2009年便开始，曾计划使用有轨电车制式，由上海市政工程设计总院提出1纵+1环的方案，但范围仅局限于嘉定新城。2013年两会中曾提出将嘉定有轨电车、松江有轨电车一起作为上海市有轨电车的试点项目。上海市城市规划设计研究院亦2013年7月18日中标嘉定区现代有轨电车网络规划项目并开始进行正式编制，2014年底，嘉定有轨电车纳入上海市新一轮2040年城市总体规划，网络规划基本成型。2015年10月16日，嘉定有轨电车示范线的选线方案初步拟定，从轨道交通11号线嘉定新城站起始，途经沪宜公路、环城路、城北路等，横跨嘉定新城、老城、菊园新区和嘉定工业区等区域，最终实现与江苏省太仓市轨道交通1号线对接。2015年12月30日，《嘉定区中低运量骨干公交网络规划（2015－2040年）》于上海市嘉定区规划和土地管理局网站公示。但有轨电车示范线最终并未实际建设，而其线位也已被上海轨道交通嘉闵线所代替。
嘉定区“十四五”交通规划中，提及建设中运量“公交”系统。2023年8月，嘉定区表示将在2025年前建成中运量公交示范线，走向从外冈至嘉定北枢纽，全长约11公里。根据此前发布的招标公告，该项目正式名称为“嘉定区局域线示范线（百安公路、世盛路、胜竹路）”，为公共汽车线路及相关配套的设施，并非有轨电车。